# رینکابی
رینکابی (به سوئدی: Rinkaby) یک منطقهٔ مسکونی در سوئد است که در بخش کریستینستاد واقع شده‌است. رینکابی ۱٫۱۱ کیلومتر مربع مساحت و ۷۴۵ نفر جمعیت دارد.